# Орава (волость)
Орава (эст. Orava ) — бывшая волость в Эстонии, в составе уезда Пылвамаа.

## Положение
Площадь волости — 175,6 км², численность населения на 1 января 2008 года составляла 854 человека.
Административный центр волости — деревня Орава. Помимо этого, на территории волости находятся ещё 29 деревень.